# Manfred Schnabel
Manfred Schnabel (* 2. März 1927 in Gelsenkirchen) ist ein deutscher Professor, Schauspieler und Theaterintendant.
Schon als Kind begann Schnabel mit dem Theaterspielen beim Eisenbahnerverein in Geilenkirchen. Die Schule besuchte er in Celle, wo er auch am Barocktheater spielte. Nach dem Zweiten Weltkrieg studierte er einige Semester Germanistik sowie Theater- und Zeitungswissenschaften. Anschließend war er Schauspieler und Regieassistent in Gelsenkirchen. Dann ging er als Assistent des Intendanten zur Komischen Oper in Ostberlin, in Augsburg und an das Opernhaus Zürich. In Heidelberg und Mannheim war er stellvertretender Intendant.
Ab der Spielzeit 1973/74 war er Leiter der Städtischen Bühnen Hagen. Dort war er 13 Jahre lang Intendant. Danach wurde er künstlerischer Gesamtleiter von Theater und Philharmonie in Essen, dem neu gegründeten Aalto-Musiktheater. Von 1975 bis 1998 hatte er eine Professur an der Hochschule für Musik und Tanz in Essen inne.
Schnabel unterstützt das Theater Düren im Haus der Stadt und die Erna-Schiefenbusch-Gesellschaft Düren.
Schnabel wohnt seit 1992 in Nideggen.